# Teschemacherit
Teschemacherit, auch unter seiner chemischen Bezeichnung Ammoniumbicarbonat bzw. Ammoniumhydrogencarbonat bekannt, ist ein sehr selten vorkommendes Mineral aus der Mineralklasse der „Carbonate und Nitrate“ (ehemals Carbonate, Nitrate und Borate). Es kristallisiert im monoklinen Kristallsystem mit der chemischen Zusammensetzung NH4CO2(OH).
Teschemacherit konnte bisher nur in Form feinkristalliner bzw. körniger bis derber Mineral-Aggregate gefunden werden. In reiner Form ist er farblos und durchsichtig oder durch vielfache Lichtbrechung aufgrund von polykristalliner Ausbildung weiß. Durch Fremdbeimengungen kann das Mineral aber auch eine hellgelbe Farbe annehmen.

## Etymologie und Geschichte

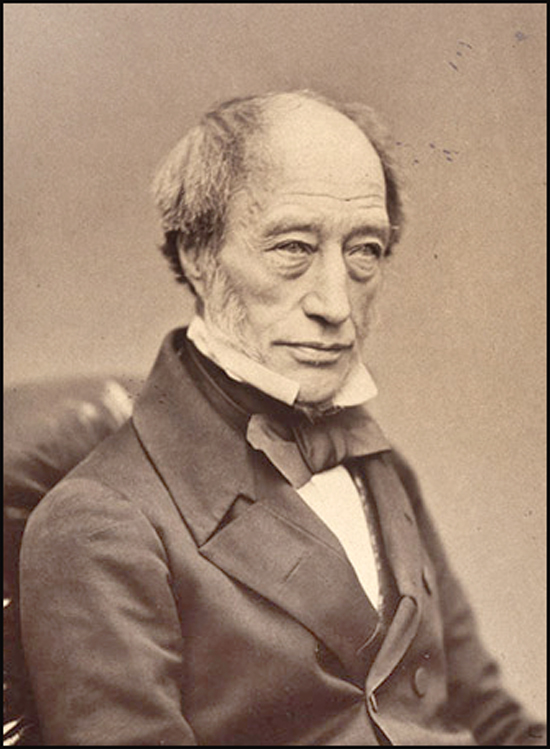
Edward Frederick Teschemacher

Erstmals entdeckt wurde Teschemacherit in der Saldanha Bay an der Südwestküste von Südafrika und beschrieben 1846 durch den britischen Chemiker Edward Frederick Teschemacher (1791–1863), allerdings unter seiner chemischen Bezeichnung Ammoniumbicarbonat (englisch Bicarbonate of Ammonia). James Dwight Dana benannte das neue Mineral allerdings 1868 nach seinem Erstbeschreiber.

## Klassifikation
In der veralteten 8. Auflage der Mineralsystematik nach Strunz gehörte der Teschemacherit zur Mineralklasse der „Carbonate, Nitrate und Borate“ und dort zur Abteilung der „Wasserfreien Carbonate [CO3]2− ohne fremde Anionen“, wo er zusammen mit Kalicinit, Nahcolith und Wegscheiderit die „Nahcolith-Kalicinit-Gruppe“ mit der System-Nr. Vb/A.01 bildete.
Im zuletzt 2018 überarbeiteten und aktualisierten Lapis-Mineralienverzeichnis nach Stefan Weiß, das sich aus Rücksicht auf private Sammler und institutionelle Sammlungen noch nach dieser alten Form der Systematik von Karl Hugo Strunz richtet, erhielt das Mineral die System- und Mineral-Nr. V/B.01-040. In der „Lapis-Systematik“ entspricht dies ebenfalls der Abteilung „Wasserfreie Carbonate [CO3]2−, ohne fremde Anionen“, wo Teschemacherit zusammen mit Kalicinit, Nahcolith, Natrit, Wegscheiderit und Zabuyelit die unbenannte Gruppe V/B.01 bildet.
Die von der International Mineralogical Association (IMA) zuletzt 2009 aktualisierte 9. Auflage der Strunz’schen Mineralsystematik ordnet den Teschemacherit in die verkleinerte Klasse der „Carbonate und Nitrate“, dort aber ebenfalls in die Abteilung der „Carbonate ohne zusätzliche Anionen; ohne H2O“ ein. Diese ist allerdings weiter unterteilt nach der Zugehörigkeit der beteiligten Kationen zu bestimmten Elementgruppen, so dass das Mineral entsprechend seiner Zusammensetzung in der Unterabteilung „Alkali-Carbonate“ zu finden ist, wo es als einziges Mitglied die unbenannte Gruppe 5.AA.25 bildet.
Auch die vorwiegend im englischen Sprachraum gebräuchliche Systematik der Minerale nach Dana ordnet den Teschemacherit wie die veraltete Strunz’sche Systematik in die gemeinsame Klasse der „Carbonate, Nitrate und Borate“ und dort in die Abteilung der „Carbonate“ ein. Hier ist er als einziges Mitglied in der unbenannten Gruppe 13.01.03 innerhalb der Unterabteilung „Saure Carbonate mit verschiedenen Formeln“ zu finden.

## Kristallstruktur
Teschemacherit kristallisiert orthorhombisch in der Raumgruppe Pccn (Raumgruppen-Nr. 56) mit den Gitterparametern a = 7,25 Å; b = 10,71 Å und c = 8,75 Å sowie 8 Formeleinheiten pro Elementarzelle.
Auf der Grundlage einer synthetisch hergestellten Materialprobe konnte der österreichische Kristallograph Franz Pertlik eine verfeinerte Strukturanalyse von Teschemacherit erstellen. Demnach besteht die Kristallstruktur des Minerals aus [CO2(OH)]−-Ketten, die parallel der c-Achse verlaufen und über Wasserstoffbrücken mit den [NH4]+-Gruppen zu einem dreidimensionalen Gerüst verbunden sind.

## Eigenschaften
Teschemacherit ist leicht wasserlöslich und zersetzt sich in feuchter Umgebung. Mineralproben sollten daher vor Feuchtigkeit geschützt aufbewahrt werden.

## Bildung und Fundorte
Teschemacherit bildet sich in Guano-Lagerstätten. Paragenesen sind bisher nicht bekannt.
Aufgrund seiner extremen Seltenheit konnten bisher (Stand: 2023) nur wenige Proben von Teschemacherit gefunden werden und seine Typlokalität Saldanha Bay ist der bisher einzige bekannte Fundort in Südafrika.
Weitere dokumentierte Fundorte sind das Geothermalgebiet Sol de Mañana im Departamento Potosí von Bolivien, das Geothermalgebiet Broadlands auf der Nordinsel Neuseelands sowie auf der Isla Guañape und den Chincha-Inseln in Peru. Auch in Aserbaidschan soll unter anderem Teschemacherit gefunden worden sein.
Ein weiteres Vorkommen an der Westküste von Patagonien in Chile gilt bisher als zweifelhaft bzw. nicht bestätigt.